# Carl Gripenstedt
Carl Gripenstedt (Bälinge, 23 febbraio 1893 – Odensbacken, 30 aprile 1981) è stato uno schermidore svedese, vincitore di una medaglia d'argento e due di bronzo ai Campionati Internazionali di scherma.